# Birifor (langue)
Pour les articles homonymes, voir Birifor.
Le birifor (ou birifo, lober) est une langue oti-volta, du groupe des langues gur, parlée en Afrique de l'Ouest par les populations Birifor. 
On distingue deux formes, le birifor du Nord et le birifor du Sud :
- Le birifor du Nord (ou malba) est parlé au sud-ouest du Burkina Faso, où il comptait 108 000 locuteurs en 1993, dans les provinces de Bougouriba, Ioba, Noumbiel, Poni, également à l'ouest de la Volta Noire[1].

- Le birifor du Sud comptait près de 130 000 locuteurs dont 125 000 au Ghana (2003) et 4 310 en Côte d'Ivoire (1993[2]).